# Bernd Runge (Fußballspieler)
Bernd Runge (* 3. Mai 1954; † 20. August 1980) war ein deutscher Fußballspieler. In den 1970er-Jahren spielte er für die BSG Stahl Riesa in der DDR-Oberliga, der höchsten Spielklasse im DDR-Fußball.

## Sportliche Laufbahn
Im Alter von 14 Jahren wurde Bernd Runge in die Jugendmannschaft der Betriebssportgemeinschaft (BSG) Stahl Riesa aufgenommen. Zuvor hatte er bis 1968 bei der BSG Robotron Riesa gekickt.
Nachdem er für den Männerbereich spielberechtigt geworden war, wurde der 1,78 m große Mittelfeldspieler in der Saison 1972/73 erstmals in der 1. Mannschaft der BSG Stahl eingesetzt. Die Mannschaft war in der Vorsaison aus der Oberliga abgestiegen und strebte in der DDR-Liga den Wiederaufstieg an. Dies gelang sofort, und Runge war am Aufstieg mit sechs Punktspielteilnahmen beteiligt. Obwohl er nur für die 2. Mannschaft gemeldet worden war, kam er auch in der Oberligamannschaft zum Einsatz. In der Rückrunde der Spielzeit 1973/74 nahm er den Platz des ausgefallenen Mittelfeldspielers Frieder Steuer ein und absolvierte zwölf Punktspiele. Mit der DDR-Liga-Mannschaft von Riesa II bestritt Runge zusätzlich vierzehn Partien. In den folgenden beiden Spielzeiten erreichte er den Höhepunkt seiner Fußballkarriere. Er wurde jeweils in allen 26 Oberligaspielen eingesetzt und wurde mit neun bzw. zwölf Toren als Mittelfeldspieler zweimal Torschützenkönig der Riesaer. Gehandicapt durch Verletzungen konnte er 1976/77 nur in 17 der 26 Oberligaspiele antreten und stieg am Saisonende mit der Mannschaft zum zweiten Mal ab. Auch in der DDR-Liga-Spielzeit 1977/78 konnte er nur in neun der 22 Ligaspiele mitwirken. Stahl Riesa erreichte wieder die Aufstiegsrunde, in der Runge fünf der acht Spiele bestritt und der Mannschaft zum Wiederaufstieg verhalf. In der Saison 1978/79 bestritt er weitere 18 Spiele in der Oberliga. Anschließend wurde er zur Nationalen Volksarmee eingezogen.
Zwischen 1972 und 1979 hatte er 99 Spiele in der Oberliga absolviert und dabei 25 Tore erzielt. In der Liga war er 29-mal eingesetzt worden und fünfmal zum Torerfolg gekommen. Runge starb am 20. August 1980 im Alter von erst 26 Jahren und wurde unter großer Anteilnahme der Riesaer in der Folgewoche zu Grabe getragen.